# Competiciones oficiales del fútbol paceño
El presente artículo repasa el historial de las competiciones oficiales de fútbol en La Paz organizadas por la Asociación de Fútbol de La Paz. Los clubes afiliados disputan anualmente los campeonatos, los que se dividen en categorías cada una de las cuales determina una jerarquía u orden de importancia del torneo en disputa.
Habitualmente los torneos establecen un mecanismo de "ascensos y descensos" mediante el cual los mejores equipos del campeonato obtienen el derecho a participar el año siguiente en el torneo de jerarquía inmediata superior, así como los peores equipos del torneo son castigados de modo que el año entrante participen en el campeonato de importancia inmediata inferior.

## Historia
Los torneos oficiales de fútbol en La Paz se disputan orgánicamente desde 1914, y se reconocen tres períodos, hasta 1949 la llamada época amateur primera, desde 1950 la etapa conocida como época profesional, y desde 1978 la época amateur segunda.

## Categorías
El sistema de categorías del fútbol paceño consiste en siete categorías:
- Categoría Primera "A"
- Categoría Primera "B"
- Categoría Primera de Ascenso
- Categoría Segunda de Ascenso
- Categoría Infantojuvenil
- Categoría Femenina
- Categoría Provincial

## Historial

### Categoría Primera A
La Categoría Primera A es el campeonato de primera división de fútbol de La Paz.
Campeonatos paceños en la era amateur primera (1914-1949)
| Temporada | Campeón                                        | Subcampeón                                     |
| --------- | ---------------------------------------------- | ---------------------------------------------- |
| 1914      | The Strongest                                  | Colegio Militar                                |
| 1915      | Colegio Militar                                | The Strongest                                  |
| 1916      | The Strongest                                  | Workmen                                        |
| 1917      | The Strongest                                  | New Fighters                                   |
| 1918-22   | sin competición                                | sin competición                                |
| 1922      | The Strongest                                  | Universitario                                  |
| 1923      | The Strongest                                  | Universitario                                  |
| 1924      | The Strongest                                  | Universitario                                  |
| 1925      | The Strongest                                  | Universitario                                  |
| 1926      | sin competición                                | sin competición                                |
| 1927      | Nimbles                                        | Bolívar                                        |
| 1928      | Deportivo Militar                              | Universitario                                  |
| 1929      | Universitario                                  | The Strongest                                  |
| 1930      | The Strongest                                  | Bolívar                                        |
| 1931      | Nimbles                                        | Huracán                                        |
| 1932      | Bolívar                                        | The Strongest                                  |
| 1933-34   | sin competición a causa de la Guerra del Chaco | sin competición a causa de la Guerra del Chaco |
| 1935      | The Strongest                                  | Ayacucho                                       |
| 1936      | Ayacucho                                       | San Calixto                                    |
| 1937      | Bolívar                                        | Atlético Alianza                               |
| 1938      | The Strongest                                  | Bolívar                                        |
| 1939      | Bolívar                                        | Atlético La Paz                                |
| 1940      | Bolívar                                        | The Strongest                                  |
| 1941      | Bolívar                                        | Ferroviario                                    |
| 1942      | Bolívar                                        | The Strongest                                  |
| 1943      | The Strongest                                  | Bolívar                                        |
| 1944      | Ferroviario                                    | The Strongest                                  |
| 1945      | The Strongest                                  | Bolívar                                        |
| 1946      | The Strongest                                  | Bolívar                                        |
| 1947      | Litoral                                        | Bolívar                                        |
| 1948      | Litoral                                        | Unión Maestranza                               |
| 1949      | Litoral                                        | Bolívar                                        |

Campeonato Profesional Paceño (1950-1976)
| Temporada | Campeón         | Subcampeón      |
| --------- | --------------- | --------------- |
| 1950      | Bolívar         | Litoral         |
| 1951      | Always Ready    | Bolívar         |
| 1952      | The Strongest   | Always Ready    |
| 1953      | Bolívar         | Always Ready    |
| 1954      | Litoral         | The Strongest   |
| 1955      | Chaco Petrolero | Bolívar         |
| 1956      | Bolívar         | Municipal       |
| 1957      | Always Ready    | Municipal       |
| 1958      | Municipal       | The Strongest   |
| 1959      | Always Ready    | Bolívar         |
| 1960      | Municipal       | Bolívar         |
| 1961      | Municipal       | The Strongest   |
| 1962      | Chaco Petrolero | The Strongest   |
| 1963      | The Strongest   | Always Ready    |
| 1964      | The Strongest   | Municipal       |
| 1965      | Municipal       | The Strongest   |
| 1966      | Bolívar         | 31 de Octubre   |
| 1967      | Bolívar         | Always Ready    |
| 1968      | Always Ready    | Bolívar         |
| 1969      | Bolívar         | Municipal       |
| 1970      | The Strongest   | Chaco Petrolero |
| 1971      | The Strongest   | Municipal       |
| 1972      | Litoral         | Municipal       |
| 1973      | Municipal       | 31 de Octubre   |
| 1974      | The Strongest   | Bolívar         |
| 1975      | 31 de Octubre   | Always Ready    |
| 1976      | Bolívar         | The Strongest   |

Campeonatos paceños en la era amateur segunda (1977-2019)
| Temporada | Campeón            | Subcampeón          |
| --------- | ------------------ | ------------------- |
| 1977      | 31 De Octubre      | 1.º de Mayo         |
| 1978      | 31 De Octubre      | Litoral             |
| 1979      |                    |                     |
| 1980      | Unión Maestranza   | Chaco Petrolero     |
| 1981      | Chaco Petrolero    | Unión Maestranza    |
| 1982      | Mariscal Braun     | Litoral             |
| 1983      | Litoral            | Unión Maestranza    |
| 1984      |                    |                     |
| 1985      |                    |                     |
| 1986      | Always Ready       | Municipal           |
| 1987      | Chaco Petrolero    | Independiente Alas  |
| 1988      | Mariscal Braun     | Chaco Petrolero     |
| 1989      | Chaco Petrolero    | Unión Maestranza    |
| 1990      | Chaco Petrolero    | Mariscal Braun      |
| 1991      | Litoral            | Mariscal Braun      |
| 1992      | Chaco Petrolero    | Mariscal Braun      |
| 1993      | Always Ready       | Mariscal Braun      |
| 1994      | Chaco Petrolero    | Always Ready        |
| 1995      | Chaco Petrolero    | Municipal           |
| 1996      | Atlético González  | Mariscal Braun      |
| 1997      | Atlético González  | Mariscal Santa Cruz |
| 1998      | Municipal          | Mariscal Braun      |
| 1999      | Mariscal Braun     | Litoral             |
| 2000      | Iberoamericana     | Atlético González   |
| 2001      | Litoral            | Chaco Petrolero     |
| 2002      | La Paz FC          | Deportivo Zuraca    |
| 2003      | La Paz FC          | Mariscal Braun      |
| 2004      | Deportivo Zuraca   | ABB                 |
| 2005      | Mariscal Braun     | ABB                 |
| 2006      | Mariscal Braun     | Chaco Petrolero     |
| 2007      | Mariscal Braun     | Ferroviario         |
| 2008      | ABB                | Mariscal Braun      |
| 2009      | Fraternidad Tigres | 31 De Octubre       |
| 2010      | Mariscal Braun     | ABB                 |
| 2011      | ABB                | Unión Maestranza    |
| 2011-12   | Unión Maestranza   | ABB                 |
| 2012-13   | Unión Maestranza   | 31 De Octubre       |
| 2013-14   | Unión Maestranza   | Ramiro Castillo     |
| 2014-15   | Unión Maestranza   | Ramiro Castillo     |
| 2015-16   | Ramiro Castillo    | Always Ready        |
| 2016-17   | Ramiro Castillo    | Always Ready        |
| 2017-18   | Always Ready       | Fatic               |
| 2018-19   | Fatic              | Chijipata           |
| 2020      | Fatic              | Chaco Petrolero     |
| 2021      | Fatic              | Unión Maestranza    |
| 2022      | Fatic              | ABB                 |
| 2023      | Fatic              | Hiska Nacional      |

### Categoría Primera B
La Categoría Primera B es el campeonato de segunda categoría de fútbol de La Paz.
Campeonatos de Segunda Categoría
| Temporada | Campeón                                                | Subcampeón                                             |
| --------- | ------------------------------------------------------ | ------------------------------------------------------ |
| 1914      | The Strongest                                          | The Tidy                                               |
| 1936      | Bolívar                                                |                                                        |
| 1938      | Ferroviarios                                           | San Calixto                                            |
| 1939      | Always Ready                                           | Bolívar                                                |
| 1940      | Bolívar                                                | The Law                                                |
| 1951      | Northern                                               | Arabe                                                  |
| 1952      | Arabe                                                  | Municipal                                              |
| 1953      | Municipal                                              | Chaco                                                  |
| 1954      | Chaco                                                  | Northern                                               |
| 1965      | Bolívar                                                | Guadalquivir                                           |
| 1966      | Mariscal Santa Cruz                                    |                                                        |
| 1988      | Ferroviario                                            |                                                        |
| 1998      | Regatas Flamengo                                       | Porvenir                                               |
| 2000      | Unión Maestranza                                       | Don Bosco                                              |
| 2001      | Zuraca                                                 | Jerusalem                                              |
| 2002      | ABB                                                    |                                                        |
| 2003      | Regatas Flamengo                                       | Olympic                                                |
| 2005      | Litoral                                                | 16 de Julio                                            |
| 2006      | E.M.I.                                                 |                                                        |
| 2007      | Zuraca                                                 | Ramiro Castillo                                        |
| 2008      | 31 de Octubre                                          | Jerusalem                                              |
| 2009      | White Star                                             | Unión Maestranza                                       |
| 2010      | Ayuda País                                             |                                                        |
| 2011      | Fibracon                                               | Chaco Petrolero                                        |
| 2014      | Universitario                                          | Litoral                                                |
| 2015      | Gimnasia y Esgrima                                     | ABB                                                    |
| 2015-16   | Litoral                                                | EMI                                                    |
| 2016-17   | Ayuda País                                             | EMI                                                    |
| 2018      | Chijipata                                              | Litoral                                                |
| 2019      | Universitario                                          | I.C.C.                                                 |
| 2020      | sin competición a causa de la pandemia del coronavirus | sin competición a causa de la pandemia del coronavirus |
| 2021      | sin competición oficial                                | sin competición oficial                                |
| 2022      | Ayuda Pais                                             | Ferroviario                                            |
| 2023      | Ingenio                                                | 16 de Julio                                            |
| 2024      | Universitario                                          | Hermanos Torrez                                        |

### Categoría Primera de Ascenso
La Categoría Primera de Ascenso es el campeonato de tercera categoría de fútbol de La Paz.
Campeonatos de Tercera Categoría
| Temporada | Campeón          | Subcampeón         |
| --------- | ---------------- | ------------------ |
| 1936      | 1 de Mayo        | The Strongest      |
| 1938      | Always Ready     | Calama             |
| 1940      | Bolívar          |                    |
| 1953      | Obrero Royal     | Hiska Nacional     |
| 1954      | 1 de Mayo        | Olimpic            |
| 1998      | Unión Maestranza | Hiska Nacional     |
| 2000      | Olimpic          | Hiska Nacional     |
| 2001      | ABB              | Universitario      |
| 2002      | The Strongest    |                    |
| 2005      | White Star       | Colmil             |
| 2006      | Ramiro Castillo  |                    |
| 2007      | Jerusalem        | Gimnasia y Esgrima |
| 2011      | Universitario    | Colmil             |
| 2015-16   | 16 de Julio      | Chijipata          |
| 2016-17   | Tte E Andrade    | ICC                |
| 2018      | Chaco Petrolero  | Alianza            |
| 2023      | Hermanos Torrez  | Always Ready       |

### Categoría Segunda de Ascenso
La Categoría Segunda de Ascenso es el campeonato de cuarta categoría de fútbol de La Paz.
Campeonatos de Cuarta Categoría
| Temporada | Campeón        | Subcampeón         |
| --------- | -------------- | ------------------ |
| 1936      | The Strongest  | Lince              |
| 1953      | Vicuñas        | Universitario      |
| 1954      | 1 de Mayo      | Olimpic            |
| 2015-16   | San Martin JCC | Emprender          |
| 2016-17   | Paz García     | Caf. Caranavi      |
| 2022      | Always Ready   | The Strongest      |
| 2023      | New Star       | Gimnasia y Esgrima |

### Categoría infantojuvenil

#### Sub-20
| Temporada | Campeón        | Subcampeón    |
| --------- | -------------- | ------------- |
| 2000      | ABB            | Litoral       |
| 2001      | Iberoamericana | The Strongest |
| 2002      | The Strongest  |               |
| 2005      | Oro y Petróleo | ABB           |

#### Sub-19
| Temporada | Campeón                                                | Subcampeón                                             |
| --------- | ------------------------------------------------------ | ------------------------------------------------------ |
| 1998      | Bolívar                                                | Bolívar celeste                                        |
| 1999      |                                                        |                                                        |
| 2000      | Bolívar                                                | ABB                                                    |
| 2001      | sin competición                                        | sin competición                                        |
| 2002      |                                                        |                                                        |
| 2003      |                                                        |                                                        |
| 2004      | ABB                                                    | Bolívar                                                |
| 2005      | sin competición                                        | sin competición                                        |
| 2006      | The Strongest                                          |                                                        |
| 2007      | ABB                                                    | Bolívar                                                |
| 2008      |                                                        |                                                        |
| 2009      | Bolívar                                                |                                                        |
| 2010      | Bolívar                                                | The Strongest                                          |
| 2011-12   | Bolívar                                                | The Strongest                                          |
| 2012      | Bolívar                                                | The Strongest                                          |
| 2013      | sin competición                                        | sin competición                                        |
| 2014      | ABB                                                    | Bolívar                                                |
| 2015      | The Strongest                                          | Bolívar                                                |
| 2016      | Bolívar                                                | The Strongest                                          |
| 2017      | Bolívar                                                | The Strongest                                          |
| 2018      | Bolívar                                                | La Paz Líder                                           |
| 2019      | Bolívar                                                | Ramiro Castillo                                        |
| 2020      | sin competición a causa de la pandemia del coronavirus | sin competición a causa de la pandemia del coronavirus |
| 2021      | sin competición oficial                                | sin competición oficial                                |
| 2022      | Always Ready                                           | The Strongest                                          |
| 2023      | The Strongest                                          | ABB                                                    |
| 2024-I    | The Strongest                                          | Bolívar                                                |
| 2024-II   | Bolívar                                                | 16 de Julio                                            |

#### Sub-19 B
| Temporada | Campeón        | Subcampeón      |
| --------- | -------------- | --------------- |
| 1998      | San Ignacio    | Chaco Petrolero |
| 2000      | Iberoamericana | The Strongest   |

#### Sub-18
| Temporada | Campeón        | Subcampeón         |
| --------- | -------------- | ------------------ |
| 2001      | Bolívar        | ABB                |
| 2005      | Oro y Petróleo | ABB                |
| 2009      | The Strongest  |                    |
| 2013      | Bolívar        | Fraternidad Tigres |

#### Sub-17
| Temporada | Campeón                                                | Subcampeón                                             |
| --------- | ------------------------------------------------------ | ------------------------------------------------------ |
| 1998      | Bolívar                                                | ABB                                                    |
| 1999      |                                                        |                                                        |
| 2000      | ABB                                                    | Bolívar                                                |
| 2001      | Bolívar                                                | Hiska Nacional                                         |
| 2002      | ABB                                                    |                                                        |
| 2003      |                                                        |                                                        |
| 2004      |                                                        |                                                        |
| 2005      | ABB                                                    | Ramiro Castillo                                        |
| 2006      | Ramiro Castillo                                        |                                                        |
| 2007      | ABB                                                    | Bolívar                                                |
| 2008      |                                                        |                                                        |
| 2009      |                                                        |                                                        |
| 2010      | Bolívar                                                |                                                        |
| 2011      | Bolívar                                                |                                                        |
| 2012      |                                                        |                                                        |
| 2013      |                                                        |                                                        |
| 2014      | Bolívar                                                | 31 de Octubre                                          |
| 2015      | Bolívar                                                | ABB                                                    |
| 2016      | Bolívar                                                | The Strongest                                          |
| 2017      | Bolívar                                                | The Strongest                                          |
| 2018      | Bolívar                                                | The Strongest                                          |
| 2019      | Bolívar                                                | The Strongest                                          |
| 2020      | sin competición a causa de la pandemia del coronavirus | sin competición a causa de la pandemia del coronavirus |
| 2021      | sin competición oficial                                | sin competición oficial                                |
| 2022      | sin competición                                        | sin competición                                        |
| 2023      | Tenis La Paz                                           | Bolívar                                                |
| 2024-I    | Always Ready                                           | Cracks                                                 |
| 2024-II   | Tenis La Paz                                           | Always Ready                                           |

#### Sub-17 B
| Temporada | Campeón | Subcampeón    |
| --------- | ------- | ------------- |
| 2006      | ABB     |               |
| 2007      | ABB     | The Strongest |

#### Sub-16
| Temporada | Campeón | Subcampeón   |
| --------- | ------- | ------------ |
| 1998      | Bolívar | Always Ready |
| 2000      | Bolívar | ABB          |
| 2001      | ABB     | Bolívar      |
| 2005      | Bolívar | ABB          |

#### Sub-15
| Temporada | Campeón                                                | Subcampeón                                             |
| --------- | ------------------------------------------------------ | ------------------------------------------------------ |
| 1998      | ABB                                                    | Always Ready                                           |
| 1999      |                                                        |                                                        |
| 2000      | ABB                                                    | Bolívar                                                |
| 2001      | ABB                                                    | Bolívar                                                |
| 2002      | Bolívar                                                | ABB                                                    |
| 2003      |                                                        |                                                        |
| 2004      |                                                        |                                                        |
| 2005      | ABB                                                    | Bolívar                                                |
| 2006      | ABB                                                    |                                                        |
| 2007      | Bolívar                                                | ABB                                                    |
| 2008      |                                                        |                                                        |
| 2009      | Bolívar                                                |                                                        |
| 2010      |                                                        |                                                        |
| 2011      | Bolívar                                                |                                                        |
| 2012      |                                                        |                                                        |
| 2013      | ABB                                                    | Bolívar                                                |
| 2014      | Bolívar                                                | ABB                                                    |
| 2015      | Bolívar                                                | The Strongest                                          |
| 2016      | Bolívar                                                | The Strongest                                          |
| 2017      | The Strongest                                          | ICC                                                    |
| 2018      | Bolívar                                                | The Strongest                                          |
| 2019      | Litoral                                                | 31 de Octubre                                          |
| 2020      | sin competición a causa de la pandemia del coronavirus | sin competición a causa de la pandemia del coronavirus |
| 2021      | sin competición oficial                                | sin competición oficial                                |
| 2022      | sin competición                                        | sin competición                                        |
| 2023      | Always Ready                                           | 16 de Julio                                            |
| 2024-I    | ICC                                                    | 16 de Julio                                            |
| 2024-II   | Miguel Suárez/Hiska Nacional                           | Cracks                                                 |

#### Sub-15 B
| Temporada | Campeón | Subcampeón |
| --------- | ------- | ---------- |
| 2006      | Bolívar |            |
| 2007      | ABB     | Bolívar    |

#### Sub-14
| Temporada | Campeón         | Subcampeón    |
| --------- | --------------- | ------------- |
| 1998      | Bolívar         | ABB           |
| 2000      | Litoral         | ABB           |
| 2001      | Bolívar         | ABB           |
| 2002      | Ramiro Castillo |               |
| 2005      | ABB             | The Strongest |
| 2013      | Bolívar         | ABB           |

#### Sub-13
| Temporada | Campeón                                                | Subcampeón                                             |
| --------- | ------------------------------------------------------ | ------------------------------------------------------ |
| 1998      | ABB                                                    | Bolívar                                                |
| 1999      |                                                        |                                                        |
| 2000      | Bolívar                                                | ABB                                                    |
| 2001      | ABB                                                    | Bolívar                                                |
| 2002      | San Juan                                               |                                                        |
| 2003      |                                                        |                                                        |
| 2004      |                                                        |                                                        |
| 2005      | ABB                                                    | The Strongest                                          |
| 2006      | ABB                                                    |                                                        |
| 2007      | Bolívar                                                | Eva Perón                                              |
| 2008      |                                                        |                                                        |
| 2009      | Bolívar                                                |                                                        |
| 2010      |                                                        |                                                        |
| 2011-12   |                                                        |                                                        |
| 2012      |                                                        |                                                        |
| 2013      | Bolívar                                                | The Strongest                                          |
| 2014      | Bolívar                                                | The Strongest                                          |
| 2015      | U. Loyola                                              | The Strongest                                          |
| 2016      | La Paz Líder                                           | 16 de Julio                                            |
| 2017      | Ayuda País                                             | La Paz Líder                                           |
| 2018      | 31 de Octubre                                          | Bolívar                                                |
| 2019      | La Paz Líder                                           | Fénix Caluyo                                           |
| 2020      | sin competición a causa de la pandemia del coronavirus | sin competición a causa de la pandemia del coronavirus |
| 2021      | sin competición                                        | sin competición                                        |
| 2022      | Cracks                                                 | Tu Pasión                                              |
| 2023      | Cracks                                                 | 16 de Julio                                            |
| 2024-I    | Bolívar                                                | ICC                                                    |
| 2024-II   | Gv San José                                            | ICC                                                    |

#### Sub-13 B
| Temporada | Campeón | Subcampeón |
| --------- | ------- | ---------- |
| 2006      | Bolívar |            |
| 2007      | ABB     | Bolívar    |

#### Sub-12
| Temporada | Campeón | Subcampeón      |
| --------- | ------- | --------------- |
| 1998      | ABB     | Bolívar         |
| 2000      | ABB     | Ramiro Castillo |
| 2001      | ABB     | San Juan        |
| 2002      | ABB     |                 |
| 2005      | ABB     | The Strongest   |
| 2011-12   | Bolívar |                 |

#### Sub-11
| Temporada | Campeón                                                | Subcampeón                                             |
| --------- | ------------------------------------------------------ | ------------------------------------------------------ |
| 1998      | ABB                                                    | Bolívar                                                |
| 1999      |                                                        |                                                        |
| 2000      | ABB                                                    | Litoral                                                |
| 2001      | ABB                                                    | Bolívar                                                |
| 2002      | ABB                                                    |                                                        |
| 2003      |                                                        |                                                        |
| 2004      | ABB                                                    |                                                        |
| 2005      | ABB                                                    | Bolívar                                                |
| 2006      | ABB                                                    |                                                        |
| 2007      | ABB                                                    | Bolívar                                                |
| 2008      |                                                        |                                                        |
| 2009      | ABB                                                    |                                                        |
| 2010      | Bolívar                                                | The Strongest                                          |
| 2011-12   |                                                        |                                                        |
| 2012      |                                                        |                                                        |
| 2013      |                                                        |                                                        |
| 2014      | Bolívar                                                |                                                        |
| 2015      | U. Loyola                                              | Alemán                                                 |
| 2016      | Bolívar                                                | La Paz Líder                                           |
| 2017      | Alemán                                                 | J y K                                                  |
| 2018      | Bolívar                                                | Fatic                                                  |
| 2019      | Always Ready C. C.                                     | La Paz Líder                                           |
| 2020      | sin competición a causa de la pandemia del coronavirus | sin competición a causa de la pandemia del coronavirus |
| 2021      | sin competición                                        | sin competición                                        |
| 2022      | Tu Pasión                                              | Bolívar                                                |
| 2023      | Cracks                                                 | Bolívar                                                |
| 2024-I    | Talento Boliviano                                      | Bolívar                                                |
| 2024-II   | Águilas Dam                                            | Bolívar                                                |

#### Sub-10
| Temporada | Campeón | Subcampeón |
| --------- | ------- | ---------- |
| 1998      | ABB     | Litoral    |
| 2000      | ABB     | Bolívar    |
| 2001      | ABB     | Bolívar    |
| 2005      | ABB     | Bolívar    |

#### Sub-9
| Temporada | Campeón                                                | Subcampeón                                             |
| --------- | ------------------------------------------------------ | ------------------------------------------------------ |
| 1998      | The Strongest                                          | ABB                                                    |
| 1999      |                                                        |                                                        |
| 2000      | ABB                                                    | Bolívar                                                |
| 2001      | Bolívar                                                | ABB                                                    |
| 2002      |                                                        |                                                        |
| 2003      |                                                        |                                                        |
| 2004      | Bolívar                                                |                                                        |
| 2005      | ABB                                                    | San Fernando                                           |
| 2006      | ABB                                                    |                                                        |
| 2007      | ABB                                                    | The Strongest amarillo                                 |
| 2008      |                                                        |                                                        |
| 2009      | Copacabana                                             |                                                        |
| 2010      | The Strongest                                          |                                                        |
| 2011-12   |                                                        |                                                        |
| 2012      | La Paz Líder                                           | The Strongest                                          |
| 2013      | La Paz Líder                                           | Alemán                                                 |
| 2014      |                                                        |                                                        |
| 2015      | ABB                                                    | Bolívar                                                |
| 2016      | The Strongest                                          | Bolívar                                                |
| 2017      | Ayuda País                                             | La Paz Líder                                           |
| 2018      | La Paz Líder                                           | Caf. Caranavi                                          |
| 2019      | 31 de Octubre                                          | Bolívar                                                |
| 2020      | sin competición a causa de la pandemia del coronavirus | sin competición a causa de la pandemia del coronavirus |
| 2021      | sin competición                                        | sin competición                                        |
| 2022      | Bolívar                                                | Talento Boliviano                                      |
| 2023      | Cracks                                                 | Fenix                                                  |
| 2024-I    | Bolívar                                                | Creativo Sport                                         |
| 2024-II   | Hermanos Torrez                                        | Bolívar                                                |

#### Sub-8
| Temporada | Campeón      | Subcampeón      |
| --------- | ------------ | --------------- |
| 1998      | ABB          | Bolívar         |
| 2000      | Bolívar      | ABB             |
| 2001      | ABB          | Ramiro Castillo |
| 2002      | ABB          |                 |
| 2005      | San Fernando | Bolívar         |

#### Sub-7
| Temporada | Campeón                                                | Subcampeón                                             |
| --------- | ------------------------------------------------------ | ------------------------------------------------------ |
| 1998      | Bolívar                                                | ABB                                                    |
| 1999      |                                                        |                                                        |
| 2000      | ABB                                                    | Bolívar                                                |
| 2001      | ABB                                                    | Bolívar                                                |
| 2002      | ABB                                                    |                                                        |
| 2003      |                                                        |                                                        |
| 2004      | San Fernando                                           |                                                        |
| 2005      | ABB                                                    | The Strongest                                          |
| 2006      | ABB                                                    |                                                        |
| 2007      | ABB                                                    | Bolívar                                                |
| 2008      |                                                        |                                                        |
| 2009      | The Strongest                                          |                                                        |
| 2010      |                                                        |                                                        |
| 2011-12   | sin competición                                        | sin competición                                        |
| 2012      |                                                        |                                                        |
| 2013      | La Paz Líder                                           |                                                        |
| 2014      |                                                        |                                                        |
| 2015      | Tte. e. andrade                                        | Copacabana                                             |
| 2016      | La Paz Líder                                           | tte. e. andrade                                        |
| 2017      | Paz García                                             | La Paz Lider                                           |
| 2018      | La Paz Líder                                           | Bolívar                                                |
| 2019      | ICC                                                    | La Paz Líder                                           |
| 2020      | sin competición a causa de la pandemia del coronavirus | sin competición a causa de la pandemia del coronavirus |
| 2021      | sin competición                                        | sin competición                                        |
| 2022      | Cracks                                                 | La Paz Lider                                           |
| 2023      | ICC                                                    | Bolívar                                                |
| 2024-I    | Álamos                                                 | Bolívar                                                |
| 2024-II   | Bolívar                                                | Águilas Dam                                            |

#### Sub-6
| Temporada | Campeón | Subcampeón |
| --------- | ------- | ---------- |
| 1998      | ABB     | Bolívar    |

### Otros torneos

#### Campeonato de Quinta Categoría
En función de la época puede tratarse de: Cuarta División, Segunda División
| Temporada | Campeón     | Subcampeón    |
| --------- | ----------- | ------------- |
| 1936      | Illimani    | The Strongest |
| 1940      | Bolívar     |               |
| 1950      | Bolívar     | Municipal     |
| 1953      | Olimpic     | White Star    |
| 1954      | Indoamerica | Porvenirr     |

#### Campeonato de Reserva
| Temporada | Campeón       | Subcampeón      |
| --------- | ------------- | --------------- |
| 1940      | Bolívar       |                 |
| 1941      | Bolívar       |                 |
| 1950      | Litoral       | Atlético La Paz |
| 1950      | Bolívar       | The Strongest   |
| 1951      | The Strongest |                 |
| 1952      | Litoral       | Always Ready    |
| 1954      | Municipal     | Ingavi          |

Campeonato de Reserva de Segunda Categoría
| Temporada | Campeón   | Subcampeón   |
| --------- | --------- | ------------ |
| 1953      | Municipal | Lanza        |
| 1954      | Northern  | Obrero Royal |

#### Campeonato de Honor
| Temporada | Campeón | Subcampeón      |
| --------- | ------- | --------------- |
| 1942      | Bolívar | Atlético La Paz |

#### Campeonato de Cuartas Especiales
| Temporada | Campeón | Subcampeón      |
| --------- | ------- | --------------- |
| 1950      | Litoral | Atlético La Paz |
| 1951      | Litoral |                 |

#### Campeonato Integrado
| Temporada | Campeón   | Subcampeón |
| --------- | --------- | ---------- |
| 2008      | La Paz FC |            |

#### Liga de Desarrollo Sub-13
| Temporada | Campeón                                                | Subcampeón                                             |
| --------- | ------------------------------------------------------ | ------------------------------------------------------ |
| 2017      | Bolívar                                                | La Paz Lider                                           |
| 2018      | Bolívar                                                | 31 de Octubre                                          |
| 2019      | Cancelado                                              | Cancelado                                              |
| 2020      | sin competición a causa de la pandemia del coronavirus | sin competición a causa de la pandemia del coronavirus |
| 2021      | Creativo Sport                                         | Cracks                                                 |

#### Torneo Integración
| Temporada | Campeón | Subcampeón    |
| --------- | ------- | ------------- |
| 2025      | Bolivar | The Strongest |

### Categoría Femenina
Los torneos oficiales de fútbol femenino se comenzaron a disputar en la temporada 1994.

#### Primera A
| Temporada | Campeón                                                | Subcampeón                                             |
| --------- | ------------------------------------------------------ | ------------------------------------------------------ |
| 1994      | Atlético González                                      |                                                        |
| 2004      | Iberoamericana                                         |                                                        |
| 2006      | ABB Blanco                                             | La Paz Lider                                           |
| 2007-13   | sin competición                                        | sin competición                                        |
| 2016      | ABB                                                    | Copacabana                                             |
| 2017      | Copacabana                                             | ABB                                                    |
| 2018      | Atlantes                                               | Gimnasia y Esgrima                                     |
| 2019      | ABB                                                    | The Strongest                                          |
| 2020      | sin competición a causa de la pandemia del coronavirus | sin competición a causa de la pandemia del coronavirus |
| 2021      | ABB                                                    | Bolívar                                                |
| 2022-1    | Always Ready                                           | ABB                                                    |
| 2022-2    | Always Ready                                           | The Strongest                                          |
| 2023      | Always Ready                                           | Bolívar                                                |

#### Primera B
| Temporada | Campeón  | Subcampeón |
| --------- | -------- | ---------- |
| 2022      | Fatic    | JM Sport   |
| 2023      | Illimani |            |

#### Otros torneos

##### Liga de Desarrollo Sub-16
| Temporada | Campeón      | Subcampeón      |
| --------- | ------------ | --------------- |
| 2021      | Always Ready | ABB             |
| 2024      | Bolívar      | C.D.F. Caranavi |
| 2025      | Bolívar      | Atlantes        |

##### Liga de Desarrollo Sub-14
| Temporada | Campeón      | Subcampeón      |
| --------- | ------------ | --------------- |
| 2021      | Mi Pasión    | ABB             |
| 2024      | Fenix Caluyo | C.D.F. Caranavi |
| 2025      | Fenix Caluyo | C.D.F. Caranavi |

### Categoría Provincial

#### Campeonato Provincial
30 equipos de todo el departamento participan de este campeonato
| Temporada | Campeón                                                | Subcampeón                                             |
| --------- | ------------------------------------------------------ | ------------------------------------------------------ |
| 2019      | Achocalla                                              | Pucarani                                               |
| 2020      | sin competición a causa de la pandemia del coronavirus | sin competición a causa de la pandemia del coronavirus |
| 2021      | Achocalla                                              | Palcoco                                                |
| 2022      | GAM Sica Sica                                          | San Pedro de Curahuara                                 |